# Польша на зимних Олимпийских играх 1994
Польша принимала участие в Зимних Олимпийских играх 1994 года в Лиллехаммере (Норвегия) в шестнадцатый раз за свою историю, но не завоевала ни одной медали. Сборную страны представляли 28 атлетов (15 мужчин и 13 женщин), соревнующиеся в восьми видах спорта.

## Горнолыжный спорт
| Спортсмен         | Дисциплина       | Заезд 1 | Заезд 2 | Итог    | Итог  |
| Спортсмен         | Дисциплина       | Время   | Время   | Время   | Место |
| ----------------- | ---------------- | ------- | ------- | ------- | ----- |
| Марцин Шафранский | Скоростной спуск |         |         | 1:52.59 | 46    |
| Марцин Шафранский | Супергигант      |         |         | 1:38.54 | 42    |
| Марцин Шафранский | Слалом           | DNF     | -       | DNF     | -     |

Мужская комбинация
| Спортсмен         | Скоростной спуск | Слалом  | Слалом  | Итог           | Итог  |
| Спортсмен         | Время            | Время 1 | Время 2 | Итоговое время | Место |
| ----------------- | ---------------- | ------- | ------- | -------------- | ----- |
| Марцин Шафранский | 1:43.82          | 54.95   | 52.50   | 3:31.27        | 27    |

## Биатлон
В спринте каждый промах компенсировался штрафным кругом в 150 метров, в индивидуальной гонке промах добавлял минуту к результирующему времени.
Мужчины
| Спортсмен                                        | Дисциплина                | Время     | Промахи | Место |
| ------------------------------------------------ | ------------------------- | --------- | ------- | ----- |
| Томаш Сикора                                     | Спринт                    | 31:02.6   | 3       | 32    |
| Кшиштоф Топор                                    | Спринт                    | 32:37.7   | 3       | 61    |
| Ян Войтас                                        | Индивидуальная гонка      | 1:08:10.5 | 7       | 67    |
| Ян Земянин                                       | Спринт                    | 30:44.2   | 2       | 27    |
| Ян Земянин                                       | Индивидуальная гонка      | 1:02:00.6 | 4       | 39    |
| Веслав Земянин                                   | Индивидуальная гонка      | 1:05:48.8 | 6       | 63    |
| Томаш Сикора Ян Земянин Веслав Земянин Ян Войтас | Мужская эстафета 4x7,5 км | 1:33:49.3 | 0       | 8     |

Женщины
| Спортсменка                                                    | Дисциплина                | Время     | Промахи | Место |
| -------------------------------------------------------------- | ------------------------- | --------- | ------- | ----- |
| Зофия Келпинская                                               | Спринт                    | 31:11.1   | 7       | 68    |
| Елена Миколайчик                                               | Индивидуальная гонка      | 59:44.8   | 7       | 52    |
| Халина Питонь                                                  | Спринт                    | 29:39.2   | 4       | 57    |
| Халина Питонь                                                  | Индивидуальная гонка      | 1:00:18.2 | 7       | 57    |
| Анна Стера-Кустуц                                              | Спринт                    | 30:04.5   | 3       | 62    |
| Агата Сузская                                                  | Индивидуальная гонка      | 59:13.2   | 4       | 45    |
| Анна Стера-Кустуц Елена Миколайчик Агата Сузская Халина Питонь | Женская эстафета 4x7,5 км | 1:59:18.1 | 4       | 11    |

## Лыжные гонки
Женщины
| Спортсмен                                                                    | Дисциплина              | Классический стиль | Классический стиль | Свободный стиль | Свободный стиль | Финал     | Финал |
| Спортсмен                                                                    | Дисциплина              | Время              | Место              | Время           | Место           | Время     | Место |
| ---------------------------------------------------------------------------- | ----------------------- | ------------------ | ------------------ | --------------- | --------------- | --------- | ----- |
| Бернадетта Бочек-Пиотровская                                                 | 5 км классическая       |                    |                    |                 |                 | 15:47.1   | 31    |
| Бернадетта Бочек-Пиотровская                                                 | 10 км преследование     | 15:47.1            | 31                 | 29:11.2         | 19              | 44:58.3   | 22    |
| Бернадетта Бочек-Пиотровская                                                 | 15 км свободным стилем  |                    |                    |                 |                 | 44:12.8   | 18    |
| Бернадетта Бочек-Пиотровская                                                 | 30 км классическая      |                    |                    |                 |                 | 1:34:28.6 | 34    |
| Дорота Квасны                                                                | 5 км классическая       |                    |                    |                 |                 | 16:04.3   | 38    |
| Дорота Квасны                                                                | 10 км преследование     | 16:04.3            | 38                 | 29:57.6         | 26              | 46:01.9   | 28    |
| Дорота Квасны                                                                | 15 км свободным стилем  |                    |                    |                 |                 | 44:43.1   | 22    |
| Дорота Квасны                                                                | 30 км классическая      |                    |                    |                 |                 | DNF       | DNF   |
| Михалина Мачушек                                                             | 15 км свободным стилем  |                    |                    |                 |                 | 46:43.0   | 40    |
| Михалина Мачушек                                                             | 30 км классическая      |                    |                    |                 |                 | 1:33:34.2 | 31    |
| Халина Новак-Гунька                                                          | 5 км классическая       |                    |                    |                 |                 | 16:46.1   | 58    |
| Халина Новак-Гунька                                                          | 15 км свободным стилем  |                    |                    |                 |                 | 45:02.2   | 25    |
| Малгожата Ручала                                                             | 5 км классическая       |                    |                    |                 |                 | 15:07.5   | 15    |
| Малгожата Ручала                                                             | 10 км преследование     | 15:07.5            | 15                 | 28:50.7         | 15              | 43:58.2   | 14    |
| Малгожата Ручала                                                             | 30 км классическая      |                    |                    |                 |                 | 1:30:45.8 | 16    |
| Михалина Мачушек Малгожата Ручала Дорота Квасны Бернадетта Бочек-Пиотровская | Женская эстафета 4×5 км |                    |                    |                 |                 | 1:01:13.2 | 8     |

## Фигурное катание
| Спортсмен                         | Дисциплина                | Обязательный танец 1 | Обязательный танец 2 | Короткая программа/ Оригинальный танец | Произвольная программа/Произвольный танец | TFP  | Место |
| --------------------------------- | ------------------------- | -------------------- | -------------------- | -------------------------------------- | ----------------------------------------- | ---- | ----- |
| Анна Рехнио                       | Женское одиночное катание |                      |                      | 9                                      | 12                                        | 16.5 | 10    |
| Агнешка Доманьска Марцин Гловацки | Танцы на льду             | 18                   | 18                   | 18                                     | 17                                        | 35.0 | 17    |

## Санный спорт
| Спортсмены                    | Дисциплина       | Заезд 1 | Заезд 1 | Заезд 2 | Заезд 2 | Итог     | Итог  |
| Спортсмены                    | Дисциплина       | Время   | Место   | Время   | Место   | Время    | Место |
| ----------------------------- | ---------------- | ------- | ------- | ------- | ------- | -------- | ----- |
| Лешек Сарейко Адриан Пжечевка | Мужчины (двойки) | 49.104  | 14      | 49.800  | 18      | 1:38.904 | 16    |

## Лыжное двоеборье
Лыжное двоеборье включало в себя прыжки с нормального трамплина (три попытки, две лучшие в зачёт) и лыжную гонку на 15 км с задержкой старта в зависимости от результатов прыжков с трамплина.
| Спортсмен           | Прыжки с трамплина | Прыжки с трамплина | Лыжная гонка    | Лыжная гонка | Итог  | Итог |
| Спортсмен           | Очки               | Место              | Задержка старта | Время        | Место |      |
| ------------------- | ------------------ | ------------------ | --------------- | ------------ | ----- | ---- |
| Станислав Уступский | 200.0              | 19                 | +5:13.0         | 46:06.8      | 21    |      |

## Прыжки с трамплина
| Спортсмен      | Дисциплина          | Прыжок 1   | Прыжок 1 | Прыжок 2   | Прыжок 2 | Итог  | Итог  |
| Спортсмен      | Дисциплина          | Расстояние | Очки     | Расстояние | Очки     | Очки  | Место |
| -------------- | ------------------- | ---------- | -------- | ---------- | -------- | ----- | ----- |
| Войцех Скупень | Нормальный трамплин | 84.5       | 100.5    | 86.5       | 106.0    | 206.5 | 29    |
| Войцех Скупень | Высокий трамплин    | 94.5       | 65.1     | 100.0      | 76.5     | 141.6 | 31    |

## Конькобежный спорт
Мужчины
| Спортсмен       | Дисциплина | Финал    | Финал |
| Спортсмен       | Дисциплина | Время    | Место |
| --------------- | ---------- | -------- | ----- |
| Павел Ярошек    | 1500 м     | 1:54.49  | 11    |
| Яромир Радке    | 5000 м     | 6:50.40  | 7     |
| Яромир Радке    | 10000 м    | 14:03.84 | 5     |
| Артур Шафрански | 1500 м     | DNF      | DNF   |
| Павел Зыгмунт   | 1500 м     | 2:05.21  | 40    |
| Павел Зыгмунт   | 5000 м     | 6:58.91  | 18    |

Женщины
| Спортсменка                | Дисциплина | Финал   | Финал |
| Спортсменка                | Дисциплина | Время   | Место |
| -------------------------- | ---------- | ------- | ----- |
| Эва Василевская-Борковская | 1500 м     | 2:07.44 | 18    |
| Эва Василевская-Борковская | 3000 м     | 4:28.86 | 16    |